# Positiv ret
Positiv ret er et retsfilosofisk/juridisk begreb. Positiv ret der dækker over ret, der er kodificeret, hvilket normalt vil sige fastsat i skriftlig form.
Positiv ret finder således normalt udtryk i menneskeskabte love.
Som modsætning til positiv ret kan man sætte naturret.